# Oreocharis (planta)
Oreocharis es un género con unas 50 especies de plantas  perteneciente a la familia Gesneriaceae. Es originario del sureste de Asia, donde se distribuye por China, Tailandia y Vietnam. Comprende 47 especies descritas y de estas, solo 27 aceptadas.

## Taxonomía
El género fue descrito por  George Bentham y publicado en Genera Plantarum 2: 995, 1021. 1876.
Etimología
Oreocharis: nombre genérico que deriva de las palabras del griego antiguo: όρος, όρεο-, oros, oreo- = "montaña", y χαρις, charis = -"viviendo, disfrutando", que significa que a la planta le gusta vivir en la montaña.

## Especies seleccionadas
- Oreocharis amabilis Dunn -- J. Linn. Soc., Bot. xxxviii. 362 (1908). (IK)
- Oreocharis argyreia Chun ex K.Y.Pan -- Acta Phytotax. Sin. 25(4): 283 (1987).
- Oreocharis aurantiaca Baill. -- Bull. Soc. Linn, Paris i. (1888) 716.
- Oreocharis aurea Dunn -- Bull. Misc. Inform. Kew 1908, 19.
- Oreocharis auricula C.B.Clarke